# Rădeni, Iași

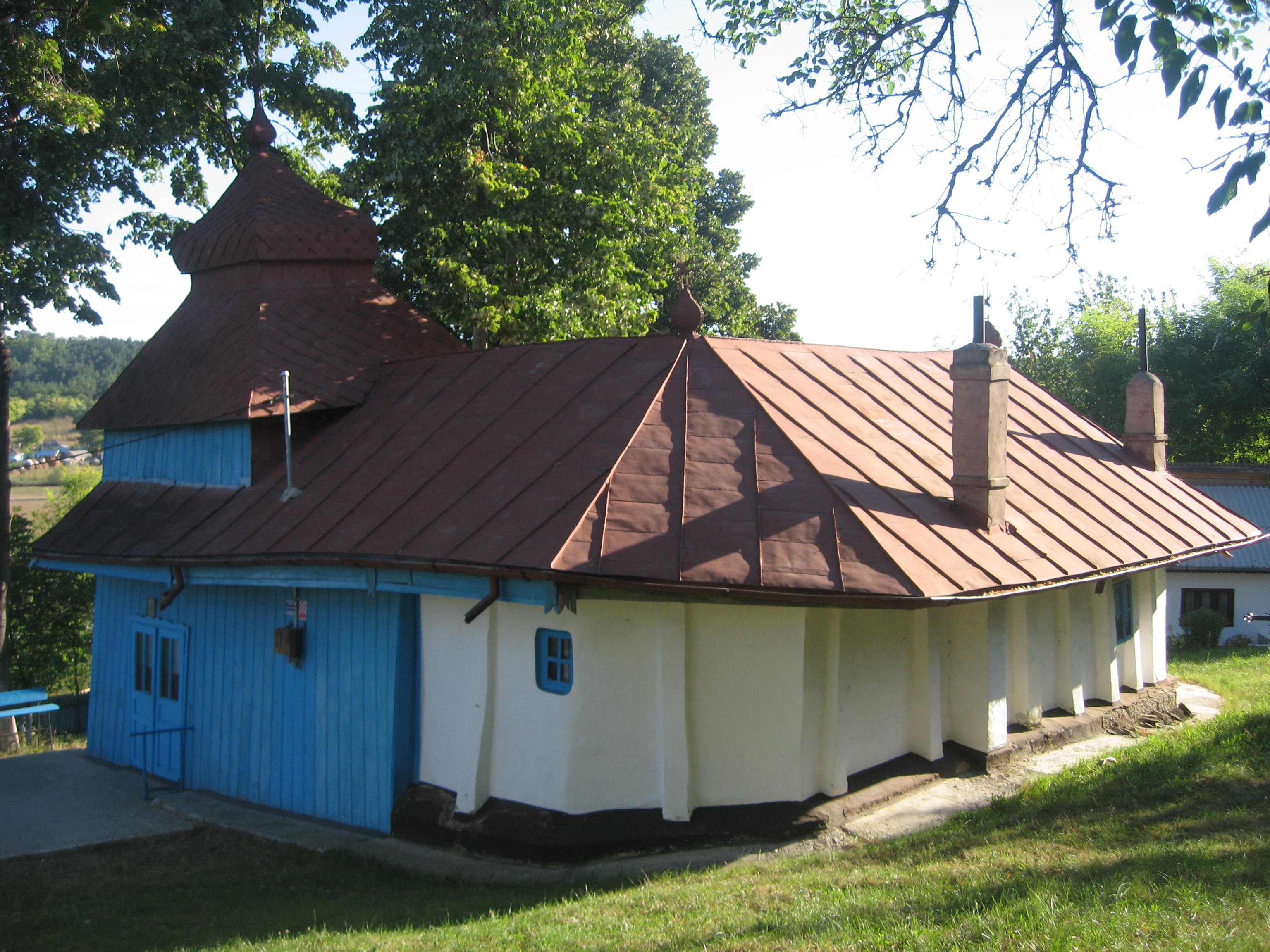
Biserica de lemn „Sfinții Voievozi”, monument istoric

Rădeni este satul de reședință al comunei Roșcani din județul Iași, Moldova, România.

## Monumente istorice
- Biseria de lemn „Sf. Voievozi” (secolul XVII); IS-II-m-B-04233
- Biseria „Sf. Treime” (1750); IS-II-m-B-04234

## Transport
- DC7